# Lomographa fulvicosta
Lomographa fulvicosta är en fjärilsart som beskrevs av Walker 1867. Lomographa fulvicosta ingår i släktet Lomographa och familjen mätare. Inga underarter finns listade i Catalogue of Life.